# نوتر-دام-دو-لورت، کبک
نوتر-دام-دو-لورت (به فرانسوی: Notre-Dame-de-Lorette) شهری در منطقه شهری ماریا-شاپدولن ناحیه سگنه-لاک-سن-ژان در استان کبک کانادا است. در سرشماری سال ۲۰۱۱ این شهر ۲۰۳ نفر جمعیت داشته‌است و مساحت آن ۲۲۵٫۳۲ کیلومتر مربع است.